# Pra Ganhar É Só Rodar
Pra Ganhar É Só Rodar foi um game show exibido no Brasil pelo SBT, apresentado por Silvio Santos, e eventualmente por Luís Ricardo e Patrícia Abravanel. Era patrocinado pelo Baú da Felicidade e pelos Cosméticos Jequiti. Teve sua estreia em 2004 e ficou no ar até fevereiro de 2005. Reestreou em janeiro de 2016, inicialmente ocupando o horário do programa Roda a Roda Jequiti, ficando no ar até 2019.

## Formato
No programa, o participante sorteado se dirigia ao palco e rodava cinco piões com fotos de artistas do SBT. O prêmio era definido de acordo com as combinações das fotos e valia de 5 mil até 1 milhão de reais. Eram ao todo cinco participantes, e estes rodavam os 3 primeiros piões, até que uma luz piscasse. Então eles rodam o quarto e o quinto pião.
Se o participante obtivesse um par de artistas, ganhava 5 mil reais. Com dois pares, ganhava 10 mil reais. Com três artistas iguais (uma trinca), o jogador ganhava 15 mil reais. Ao fazer uma trinca e 1 par de artistas, o jogador ganhava 20 mil reais. Com quatro artistas iguais (uma quadra), ele ganhava 50 mil reais. Se o jogador obtivesse cinco figuras de artistas diferentes, ele ganhava 250 mil reais. Ao obter cinco figuras iguais, o jogador ganhava 1 milhão de reais.
Para o jogador participar, era necessário preencher e enviar para o SBT o cupom que vinha no Carnê do Baú da Felicidade Jequiti e manter as mensalidades rigorosamente em dia.

## Audiência
No dia de estreia o programa marcou 7,3 pontos de média, o mesmo do programa da Eliana naquele dia. Mas em 4 de fevereiro de 2016, a atração marcou 10.4 de média e alcançou 14 pontos de pico. No confronto a Rede Record ficou com 10.9 pontos com a exibição do novo programa do Gugu. No dia 18 de fevereiro de 2016, o programa registrou 9,1 pontos de média, e perdeu pro Gugu, com 10,9 pontos de média na Grande São Paulo, garantindo a vice-liderança isolada. Entre os dias 22 e 28 de fevereiro, o game apresentado por Silvio Santos às quartas-feiras registrou média de 11 pontos na Grande São Paulo (GSP) e dez pontos na Grande Rio de Janeiro (GRJ), de acordo com dados formatos pela Kantar Ibope Media.
No dia 30 de março de 2016, o programa conquistou o segundo lugar com 10.1 pontos de média, contra apenas 8.6 pontos do programa do Gugu. Desde então, o programa conquista por varias vezes o segundo lugar na audiência.
No dia 18 de Janeiro de 2017, a atração marcou 10,5 pontos de média e chegou a 11,8 pontos de pico, conquistando o segundo lugar isolado, no mesmo horário a Record apareceu em terceiro lugar com apenas 7,9 pontos de média.
No dia 19 de abril de 2017, A participante Wanderclea Sobrinho Pereira ganhou o premio máximo de 1 milhão de reais ao rodar os cinco peões e aparecerem a mesma imagem. Ela foi a primeira ganhadora desde a volta do programa em 31 de janeiro de 2016. No dia 18 de outubro de 2017, pela segunda vez após a volta do programa a participante Erika dos Santos rodou os piões e ganhou o premio máximo de 1 milhão de reais das mãos de Silvio Santos. Em 15 de novembro de 2017,o programa não foi exibido sendo substituído pelo programa Bolsa Família, quadro do Programa Silvio Santos.O motivo foi que uma das faces dos piões continha a foto de Carlinhos Aguiar demitido dois dias antes,mas a emissora explica "que fará um rodízio entre os programas e o Jogo das Fichas" No dia 9 de maio de 2018, pela terceira vez a participante Joanita Liberato da Silva rodou os piões e ganhou o premio máximo de 1 milhão de reais das mãos de Luis Ricardo. No dia 27 de novembro de 2019, pela quarta vez a participante Josefina dos Santos rodou os piões e ganhou o premio máximo de 1 milhão de reais das mãos de Luis Ricardo.

## Probabilidades
Todas as 972 possíveis combinações dos piões concedem prêmios, as probabilidades de cada prêmio são as seguintes:
| Um par (R$ 5.000,00)               | 35,185 % |
| Dois pares (R$ 10.000,00)          | 25,926 % |
| Uma trinca (R$ 15.000,00)          | 22,839 % |
| Um par e uma trinca (R$ 20.000,00) | 7,099 %  |
| Uma quadra (R$ 50.000,00)          | 4,938 %  |
| Cinco diferentes (R$ 250.000,00)   | 3,704 %  |
| Cinco iguais (R$ 1.000.000,00)     | 0,309 %  |